# Alguazas
Alguazas – gmina w Hiszpanii, w prowincji Murcja, w Murcji, o powierzchni 23,74 km². W 2011 roku gmina liczyła 9460 mieszkańców.